# موزه هنر فورت لادردیل
موزه هنر فورت لادردیل موزه‌ای هنری درشهر فورت لادردیل، فلوریدا است.
،این موزه که در سال ۱۹۵۸ به عنوان مرکز هنر فورت لادردیل بنیان نهاده شد، با معماری مدرن به مساحت ۷۵۰۰۰ فوت مربع (۷۰۰۰متر مربع) توسط ادوارد لارابی بارنز طراحی شد. ساختمان فعلی در سال ۱۹۸۶ ساخته شد و در سال ۲۰۰۱ یک بال اضافه به مساحت ۱۰۰۰۰ فوت مربع (۹۳۰مترمربع) به آن اضافه شد. منطقه اصلی نمایشگاه مساحت ۲۱۰۰۰ فوت مربع (۲۰۰۰مترمربع) را شامل می‌شود، یک تراس مجسمه‌سازی در طبقه دوم یک فضای اضافی به مساحت ۲۸۰۰ فوت مربع (۲۶۰مترمربع) را اضافه می‌کند. این موزه برخلاف موزه‌های بزرگ میامی، فلوریدا و پام بیچ، فلوریدا در نزدیکی اش، بر پروژه‌های معاصر (قرن بیستم) تأکید دارد.
در میان ۶۲۰۰ قطعه آن یک مجموعه قابل توجه‌ای از سرامیک‌های پابلو پیکاسو، مجموعه‌ای از هنر معاصر کوبا به نمایندگی از کمک بیش از ۱۲۵ هنرمند، و بزرگترین نمایشگاه در شمال آمریکا از کار جنبش هنری شمالی کبرا آوانگارد اروپا، هستند. مجموعه‌های موزه در فرهنگ‌های فلوریدای جنوبی و کارائیب قوی هستند.
این موزه با دانشگاه نوا ساوت‌ایسترن جنوب شرقی مرتبط شده‌است.

## بال گلکنز
در سال ۲۰۰۱ با اضافه کردن بال گلکنز به خانه مجموعه‌ای از بیش از ۵۰۰ اثر از نقاش واقع گرای آمریکایی ویلیام گلکنز، موزه گسترش یافت. بزرگترین مجموعه آثار موجود او که شامل هردو قدیمی‌ترین نقاشی شناخته شده او (چشم‌انداز فیلادلفیا، ۱۸۹۳) و آخرین اثر کامل شده او (رز سفید و گل‌های دیگر، ۱۹۳۷) می‌شود، نمایشگاهی به مساحت ۲۰۰۰ فوت مربع (۱۹۰مترمربع) است.

## نمایشگاه توت‌عنخ‌آمون
در دسامبر سال ۲۰۰۵ یک نمایشگاه آثار مقدس از آرامگاه فرعون مصر توت‌عنخ‌آمون در موزه هنر افتتاح شد. موزه فقط یکی از چهار سالن برای این نمایشگاه در طول سفر در ایالات متحده برای اولین بار در بیش از ۲۵ سال بود. در طول چهار ماه اجرای نمایشگاه در فورت لادردیل، بیش از ۷۰۰٫۰۰۰بلیط فروخته شد.